# Don't Stop the Music (Rihanna)
Don't Stop the Music is een nummer van zangeres Rihanna, afkomstig van haar album Good Girl Gone Bad.

## Achtergrondinformatie
Oorspronkelijk zou het nummer slechts worden gepromoot in de danceclubs, maar vanwege de hoge populariteit werd het ook uitgegeven als single. Het nummer is al in meerdere landen een nummer 1-hit en in de vierde week kreeg Rihanna ook haar eerste nummer 1-hit in Nederland. Bij Radio 538 werd de single verkozen tot Alarmschijf en op 3FM tot Megahit. 
Het nummer wordt ondersteund door een sample van het nummer Wanna Be Startin' Somethin' van Michael Jackson. Dit uit zich in de lyrische zinsnede "Mama-se, mama-sa, ma-ma-coo-sa" uit het Michael-Jacksonnummer en subtiele "Michael Jacksonkreten" als woo-ooh en hee-hee op de achtergrond.

## Videoclip
De videoclip voor Don't Stop the Music werd geregisseerd door Taj en Rihanna zelf. De clip werd een dag na de opnames van Shut Up and Drive gefilmd, waardoor de zangeres hair extensions moest gebruiken om haar haar langer te laten lijken dan in haar eerdere clips.
De clip begint met Rihanna die met twee vrienden uit een taxi en in een snoepwinkel lopen, waar ze een klein jongetje gebaren stil te zijn. Ze sluipen naar achter in de zaak, waar een disco gevestigd is. Het couplet begint als Rihanna in de toiletten haar make-up goed doet. Hierna stapt ze de dansvloer op, waarna het refrein begint. Tijdens het tweede couplet zingt Rihanna terwijl ze op een tafel in de club staat, zingend en dansend met haar vrienden. De clip eindigt ook terwijl ze op de tafel danst.

## Tracklist

### Cd-maxi
1. "Don't Stop the Music (Album Version)" - 04:29
2. "Don't Stop the Music (Jody Den Broeder Radio Edit)" - 04:22
3. "Don't Stop the Music (The Wideboys Radio Edit)" - 03:10
4. "Don't Stop the Music (Solitaire's More Drama Edit)" - 04:08
5. "Don't Stop the Music (Jody Den Broeder Big Room Mix)" - 010:33
6. "Don't Stop the Music (The Wideboys Club Mix)" - 06:39
7. "Don't Stop the Music (Solitaire's More Drama Remix)" - 08:08
8. "Don't Stop the Music (Jody Den Broeder Big Room Dub)" - 08:34
9. "Don't Stop the Music (The Wideboys Dub)" - 06:44
10. "Don't Stop the Music (Solitaire's More Drama Dub)" - 07:38

### Cd-single
1. "Don't Stop the Music (Album Version)" - 04:28
2. "Don't Stop the Music (The Wideboys Club Mix)" - 06:39

### Cd-maxi
1. "Don't Stop the Music (Album Version)" - 04:27
2. "Don't Stop the Music (The Wideboys Club Mix)" - 06:37
3. "Don't Stop the Music (Instrumental)" - 04:18

- Bonus:

1. "Don't Stop the Music" (Video)

## Hitnotering Rihanna
Don't Stop the Music schoot na binnenkomst in de top 40 op 10 november vrij snel door naar de nummer-1 positie. Na twee weken zakte het nummer naar de tweede plaats, waar het zes weken achtereen bleef hangen.
| "Don't Stop the Music" in de Nederlandse Top 40 - binnen: 10-11-2007 | "Don't Stop the Music" in de Nederlandse Top 40 - binnen: 10-11-2007 | "Don't Stop the Music" in de Nederlandse Top 40 - binnen: 10-11-2007 | "Don't Stop the Music" in de Nederlandse Top 40 - binnen: 10-11-2007 | "Don't Stop the Music" in de Nederlandse Top 40 - binnen: 10-11-2007 | "Don't Stop the Music" in de Nederlandse Top 40 - binnen: 10-11-2007 | "Don't Stop the Music" in de Nederlandse Top 40 - binnen: 10-11-2007 | "Don't Stop the Music" in de Nederlandse Top 40 - binnen: 10-11-2007 | "Don't Stop the Music" in de Nederlandse Top 40 - binnen: 10-11-2007 | "Don't Stop the Music" in de Nederlandse Top 40 - binnen: 10-11-2007 | "Don't Stop the Music" in de Nederlandse Top 40 - binnen: 10-11-2007 | "Don't Stop the Music" in de Nederlandse Top 40 - binnen: 10-11-2007 | "Don't Stop the Music" in de Nederlandse Top 40 - binnen: 10-11-2007 | "Don't Stop the Music" in de Nederlandse Top 40 - binnen: 10-11-2007 | "Don't Stop the Music" in de Nederlandse Top 40 - binnen: 10-11-2007 | "Don't Stop the Music" in de Nederlandse Top 40 - binnen: 10-11-2007 | "Don't Stop the Music" in de Nederlandse Top 40 - binnen: 10-11-2007 | "Don't Stop the Music" in de Nederlandse Top 40 - binnen: 10-11-2007 | "Don't Stop the Music" in de Nederlandse Top 40 - binnen: 10-11-2007 | "Don't Stop the Music" in de Nederlandse Top 40 - binnen: 10-11-2007 | "Don't Stop the Music" in de Nederlandse Top 40 - binnen: 10-11-2007 | "Don't Stop the Music" in de Nederlandse Top 40 - binnen: 10-11-2007 |
| Week                                                                 | 1                                                                    | 2                                                                    | 3                                                                    | 4                                                                    | 5                                                                    | 6                                                                    | 7                                                                    | 8                                                                    | 9                                                                    | 10                                                                   | 11                                                                   | 12                                                                   | 13                                                                   | 14                                                                   | 15                                                                   | 16                                                                   | 17                                                                   | 18                                                                   | 19                                                                   | 20                                                                   |                                                                      |
| -------------------------------------------------------------------- | -------------------------------------------------------------------- | -------------------------------------------------------------------- | -------------------------------------------------------------------- | -------------------------------------------------------------------- | -------------------------------------------------------------------- | -------------------------------------------------------------------- | -------------------------------------------------------------------- | -------------------------------------------------------------------- | -------------------------------------------------------------------- | -------------------------------------------------------------------- | -------------------------------------------------------------------- | -------------------------------------------------------------------- | -------------------------------------------------------------------- | -------------------------------------------------------------------- | -------------------------------------------------------------------- | -------------------------------------------------------------------- | -------------------------------------------------------------------- | -------------------------------------------------------------------- | -------------------------------------------------------------------- | -------------------------------------------------------------------- | -------------------------------------------------------------------- |
| Nummer                                                               | 23                                                                   | 16                                                                   | 2                                                                    | 1                                                                    | 1                                                                    | 2                                                                    | 2                                                                    | 2                                                                    | 2                                                                    | 2                                                                    | 2                                                                    | 4                                                                    | 4                                                                    | 9                                                                    | 10                                                                   | 11                                                                   | 12                                                                   | 18                                                                   | 22                                                                   | 37                                                                   | uit                                                                  |

| "Don't Stop the Music" in de Vlaamse Ultratop 50 - binnen 13-10-2007 | "Don't Stop the Music" in de Vlaamse Ultratop 50 - binnen 13-10-2007 | "Don't Stop the Music" in de Vlaamse Ultratop 50 - binnen 13-10-2007 | "Don't Stop the Music" in de Vlaamse Ultratop 50 - binnen 13-10-2007 | "Don't Stop the Music" in de Vlaamse Ultratop 50 - binnen 13-10-2007 | "Don't Stop the Music" in de Vlaamse Ultratop 50 - binnen 13-10-2007 | "Don't Stop the Music" in de Vlaamse Ultratop 50 - binnen 13-10-2007 | "Don't Stop the Music" in de Vlaamse Ultratop 50 - binnen 13-10-2007 | "Don't Stop the Music" in de Vlaamse Ultratop 50 - binnen 13-10-2007 | "Don't Stop the Music" in de Vlaamse Ultratop 50 - binnen 13-10-2007 | "Don't Stop the Music" in de Vlaamse Ultratop 50 - binnen 13-10-2007 | "Don't Stop the Music" in de Vlaamse Ultratop 50 - binnen 13-10-2007 | "Don't Stop the Music" in de Vlaamse Ultratop 50 - binnen 13-10-2007 | "Don't Stop the Music" in de Vlaamse Ultratop 50 - binnen 13-10-2007 | "Don't Stop the Music" in de Vlaamse Ultratop 50 - binnen 13-10-2007 | "Don't Stop the Music" in de Vlaamse Ultratop 50 - binnen 13-10-2007 | "Don't Stop the Music" in de Vlaamse Ultratop 50 - binnen 13-10-2007 | "Don't Stop the Music" in de Vlaamse Ultratop 50 - binnen 13-10-2007 | "Don't Stop the Music" in de Vlaamse Ultratop 50 - binnen 13-10-2007 | "Don't Stop the Music" in de Vlaamse Ultratop 50 - binnen 13-10-2007 | "Don't Stop the Music" in de Vlaamse Ultratop 50 - binnen 13-10-2007 | "Don't Stop the Music" in de Vlaamse Ultratop 50 - binnen 13-10-2007 | "Don't Stop the Music" in de Vlaamse Ultratop 50 - binnen 13-10-2007 | "Don't Stop the Music" in de Vlaamse Ultratop 50 - binnen 13-10-2007 | "Don't Stop the Music" in de Vlaamse Ultratop 50 - binnen 13-10-2007 | "Don't Stop the Music" in de Vlaamse Ultratop 50 - binnen 13-10-2007 | "Don't Stop the Music" in de Vlaamse Ultratop 50 - binnen 13-10-2007 | "Don't Stop the Music" in de Vlaamse Ultratop 50 - binnen 13-10-2007 | "Don't Stop the Music" in de Vlaamse Ultratop 50 - binnen 13-10-2007 | "Don't Stop the Music" in de Vlaamse Ultratop 50 - binnen 13-10-2007 | "Don't Stop the Music" in de Vlaamse Ultratop 50 - binnen 13-10-2007 | "Don't Stop the Music" in de Vlaamse Ultratop 50 - binnen 13-10-2007 | "Don't Stop the Music" in de Vlaamse Ultratop 50 - binnen 13-10-2007 | "Don't Stop the Music" in de Vlaamse Ultratop 50 - binnen 13-10-2007 |
| Week                                                                 | 1                                                                    | 2                                                                    | 3                                                                    | 4                                                                    | 5                                                                    | 6                                                                    | 7                                                                    | 8                                                                    | 9                                                                    | 10                                                                   | 11                                                                   | 12                                                                   | 13                                                                   | 14                                                                   | 15                                                                   | 16                                                                   | 17                                                                   | 18                                                                   | 19                                                                   | 20                                                                   | 21                                                                   | 22                                                                   | 23                                                                   | 24                                                                   | 25                                                                   | 26                                                                   | 27                                                                   | 28                                                                   | 29                                                                   | 30                                                                   | 31                                                                   | 32                                                                   |                                                                      |
| -------------------------------------------------------------------- | -------------------------------------------------------------------- | -------------------------------------------------------------------- | -------------------------------------------------------------------- | -------------------------------------------------------------------- | -------------------------------------------------------------------- | -------------------------------------------------------------------- | -------------------------------------------------------------------- | -------------------------------------------------------------------- | -------------------------------------------------------------------- | -------------------------------------------------------------------- | -------------------------------------------------------------------- | -------------------------------------------------------------------- | -------------------------------------------------------------------- | -------------------------------------------------------------------- | -------------------------------------------------------------------- | -------------------------------------------------------------------- | -------------------------------------------------------------------- | -------------------------------------------------------------------- | -------------------------------------------------------------------- | -------------------------------------------------------------------- | -------------------------------------------------------------------- | -------------------------------------------------------------------- | -------------------------------------------------------------------- | -------------------------------------------------------------------- | -------------------------------------------------------------------- | -------------------------------------------------------------------- | -------------------------------------------------------------------- | -------------------------------------------------------------------- | -------------------------------------------------------------------- | -------------------------------------------------------------------- | -------------------------------------------------------------------- | -------------------------------------------------------------------- | -------------------------------------------------------------------- |
| Nummer                                                               | 36                                                                   | 33                                                                   | 28                                                                   | 18                                                                   | 9                                                                    | 3                                                                    | 2                                                                    | 2                                                                    | 2                                                                    | 1                                                                    | 1                                                                    | 1                                                                    | 1                                                                    | 1                                                                    | 1                                                                    | 1                                                                    | 1                                                                    | 2                                                                    | 2                                                                    | 3                                                                    | 5                                                                    | 4                                                                    | 7                                                                    | 13                                                                   | 15                                                                   | 17                                                                   | 16                                                                   | 26                                                                   | 28                                                                   | 36                                                                   | 41                                                                   | 39                                                                   | UIT                                                                  |

## Jamie Cullum-versie
In 2010 bracht jazzmuzikant Jamie Cullum een pianocover van "Don't Stop the Music" ter promotie van het vijfde studioalbum The Pursuit uit 2009 uit.

### Hitnotering Jamie Cullum
| "Don't Stop The Music" in de Nederlandse Top 40 - binnen: 30-01-2010 | "Don't Stop The Music" in de Nederlandse Top 40 - binnen: 30-01-2010 | "Don't Stop The Music" in de Nederlandse Top 40 - binnen: 30-01-2010 | "Don't Stop The Music" in de Nederlandse Top 40 - binnen: 30-01-2010 | "Don't Stop The Music" in de Nederlandse Top 40 - binnen: 30-01-2010 | "Don't Stop The Music" in de Nederlandse Top 40 - binnen: 30-01-2010 | "Don't Stop The Music" in de Nederlandse Top 40 - binnen: 30-01-2010 | "Don't Stop The Music" in de Nederlandse Top 40 - binnen: 30-01-2010 |
| Week                                                                 | 1                                                                    | 2                                                                    | 3                                                                    | 4                                                                    | 5                                                                    | 6                                                                    |                                                                      |
| -------------------------------------------------------------------- | -------------------------------------------------------------------- | -------------------------------------------------------------------- | -------------------------------------------------------------------- | -------------------------------------------------------------------- | -------------------------------------------------------------------- | -------------------------------------------------------------------- | -------------------------------------------------------------------- |
| Nummer                                                               | 31                                                                   | 24                                                                   | 28                                                                   | 29                                                                   | 28                                                                   | 33                                                                   | uit                                                                  |